# 군 (수학)

루빅스 큐브를 돌리는 방법들을 모은 집합은 군을 이룬다.

정이면체군 의 군 다이어그램

추상대수학에서 군(群, 영어: group)은 결합 법칙과 항등원과 각 원소의 역원을 가지는 이항 연산을 갖춘 대수 구조이다. 모노이드의 특수한 경우이다. 수학적 대상의 대칭들의 집합은 군을 이루며, 이에 따라 다양한 분야에서 널리 등장하는 개념이다. 군을 연구하는 추상대수학의 분야를 군론(群論, 영어: group theory)이라고 한다. 역사적으로 군론은 대수 방정식 이론, 기하학, 수론에서 기원한다.

## 정의
군은 모든 원소가 가역원인 모노이드이다. 즉, 다음 조건을 만족시키는 이항 연산
{\displaystyle \cdot \colon G\times G\to G}
{\displaystyle \cdot \colon (g,h)\mapsto gh}
가 주어진 집합 {\displaystyle (G,\cdot )}이다.
- {\displaystyle (G,\cdot )}은 모노이드를 이룬다. 즉, 다음이 성립한다.
  - (결합 법칙) 임의의 {\displaystyle g,h,k\in G}에 대하여, {\displaystyle (gh)k=g(hk)}
  - (항등원의 존재) 모든 {\displaystyle g\in G}에 대하여 {\displaystyle 1_{G}g=g1_{G}=g}인 원소 {\displaystyle 1_{G}\in G}가 존재한다.
- 모든 원소가 가역원이다. 즉, 임의의 {\displaystyle g\in G}에 대하여, {\displaystyle g^{-1}g=gg^{-1}=1_{G}}인 원소 {\displaystyle g^{-1}\in G}가 존재한다.

군은 다음과 같이 다르게 정의할 수 있으며, 이는 위 정의와 동치이다.
- 군은 하나의 대상만을 갖는 준군이다. 즉, 하나의 대상만을 가지고, 모든 사상이 동형 사상인 범주이다.
- 군은 집합과 함수의 범주 {\displaystyle \operatorname {Set} }에서의 군 대상이다.
- 군은 왼쪽 항등원 및 왼쪽 역원을 갖는 반군이다.
- 군은 오른쪽 항등원 및 오른쪽 역원을 갖는 반군이다.
- 군은 결합 고리이다.
- 군은 공집합이 아닌 결합 유사군이다.

증명:
왼쪽 항등원 및 왼쪽 역원을 갖는 반군 ⇒ 군: {\displaystyle 1\in G}를 왼쪽 항등원이라고 하자. 또한 임의의 {\displaystyle g\in G}에 대하여, 그 왼쪽 역원 {\displaystyle h}와 왼쪽 역원의 왼쪽 역원 {\displaystyle k}를 취하자. 그렇다면,
{\displaystyle g1=ghg=1g=g}
{\displaystyle gh=1gh=khgh=k1h=kh=1}
이다. 즉, {\displaystyle 1}은 항등원이며, {\displaystyle h}는 {\displaystyle g}의 역원이다.
공집합이 아닌 결합 유사군 ⇒ 왼쪽 항등원 및 왼쪽 역원을 갖는 반군: {\displaystyle g\in G}를 취하자. 그렇다면,
{\displaystyle 1g=g}
인 {\displaystyle 1\in G}가 존재한다. 임의의 {\displaystyle h\in G}에 대하여,
{\displaystyle 1h=1gk=gk=h}
인 {\displaystyle k\in G}가 존재한다. 즉, {\displaystyle 1}은 왼쪽 항등원이다. 왼쪽 역원의 존재는 유사군의 정의에 따라 자명하다.

### 차수
군의 원소 {\displaystyle g\in G}의 차수(次數, 영어: order)는 다음과 같다. 즉, 거듭해서 1이 되는 최소의 지수이거나, 아니면 무한대이다.
{\displaystyle \operatorname {ord} g=\inf\{n\in \mathbb {Z} ^{+}\colon 1=g^{n}=\overbrace {gg\cdots \cdot gg} ^{n}\}\in \mathbb {Z} ^{+}\cup \{\infty \}}
간혹, 군 {\displaystyle G}의 집합의 크기 {\displaystyle |G|}를 군의 차수라고 부르기도 한다. 군의 원소의 차수는 만약 유한하다면 항상 군의 크기의 약수이다.

### 부분군
군 {\displaystyle G}의 부분군 (部分群, 영어: subgroup)은 {\displaystyle G}의 부분 집합 {\displaystyle H} 가운데 다음 세 조건을 만족시키는 것이다.
- {\displaystyle 1_{G}\in H}
- 임의의 {\displaystyle h,h'\in H}에 대하여, {\displaystyle hh'\in H}
- 임의의 {\displaystyle h\in H}에 대하여, {\displaystyle h^{-1}\in H}

즉, 역원에 대하여 닫혀 있는 부분 모노이드이다. {\displaystyle H\subseteq G}가 {\displaystyle G}의 부분군이라는 것은 다음과 같이 표기한다.
{\displaystyle H\leq G}
정규 부분군은 부분군 가운데 켤레 작용에 대하여 불변인 것이다. 군 {\displaystyle G}의 부분군 {\displaystyle N}이 정규 부분군이라는 것은 다음과 같이 표기한다.
{\displaystyle N\vartriangleleft G}
정의에 따라, 정규 부분군의 왼쪽 잉여류는 오른쪽 잉여류와 일치한다.

### 군 준동형
두 군 {\displaystyle G}, {\displaystyle H} 사이의 군 준동형 사상(群準同型寫像, 영어: group homomorphism)은 다음 조건을 만족시키는 함수 {\displaystyle f\colon G\to H}이다.
- 모든 {\displaystyle g,h\in G}에 대하여, {\displaystyle f(gh)=f(g)f(h)}

준동형 {\displaystyle f}의 핵과 상은 각각
{\displaystyle \ker f=\{g\in G\colon f(g)=1_{H}\}}
{\displaystyle \operatorname {im} f=\{f(g)\colon g\in G\}}
이다. 여기에서 {\displaystyle f}의 핵은 {\displaystyle G}의 정규 부분군이며, 상은 {\displaystyle H}의 부분군임을 알 수 있다. {\displaystyle f}가 단사 준동형 사상일 필요 충분 조건은 핵이 자명군인 것이며, 전사 준동형 사상일 필요 충분 조건은 상이 {\displaystyle H} 전체인 것이다.

## 연산
주어진 군들로부터 새로운 군을 만드는 다양한 방법들이 존재한다.

### 반대군
군 {\displaystyle (G,\cdot )}가 주어졌다고 하자. 그렇다면, 집합 {\displaystyle G} 위에 다음과 같은 새로운 이항 연산을 정의하자.
{\displaystyle \cdot '\colon G\times G\to G}
{\displaystyle g\cdot 'h=h\cdot g}
그렇다면, {\displaystyle (G,\cdot ')} 역시 군을 이룬다. 이를 {\displaystyle G}의 반대군(反對群, 영어: opposite group) {\displaystyle \operatorname {G} ^{\operatorname {op} }}이라고 한다. 이는 모노이드의 반대 모노이드의 특수한 경우이며, 또 군을 하나의 대상을 갖는 범주로 볼 경우 반대 범주의 특수한 경우이다. 반대군 연산은 함자적이다. 즉, 군의 범주 {\displaystyle \operatorname {Grp} } 위의 자기 함자
{\displaystyle (-)^{\operatorname {op} }\colon \operatorname {Grp} \to \operatorname {Grp} }
를 정의한다. 아벨 군의 반대군은 스스로와 같다. 즉, 아벨 군 위의 항등 함수는 스스로와 그 반대군과의 군 동형을 이룬다.
모든 군은 스스로의 반대군과 다음과 같은 함수를 통해 표준적으로 동형이다.
{\displaystyle {}^{-1}\colon G\to G^{\operatorname {op} }}
{\displaystyle {}^{-1}\colon g\mapsto g^{-1}}
범주론적으로, 이는 군의 범주 {\displaystyle \operatorname {Grp} } 위의 항등 함자
{\displaystyle \operatorname {Id} _{\operatorname {Grp} }\colon \operatorname {Grp} \to \operatorname {Grp} }
와 반대군 함자
{\displaystyle \operatorname {Id} _{\operatorname {Grp} }\colon \operatorname {Grp} \to \operatorname {Grp} }
사이의 자연 동형을 정의한다.

### 몫군
어떤 군의 정규 부분군이 주어졌을 때, 그 잉여류들은 군을 정의하며, 이를 몫군(-群, 영어: quotient group)이라고 한다. 이는 몫공간이나 몫환과 같이, 군에 동치 관계를 줘 몫을 취하는 연산이다. 군 {\displaystyle G}의 정규 부분군, {\displaystyle N\vartriangleleft G}가 주어졌을 때, 몫군 {\displaystyle G/N}은 그 (왼쪽) 잉여류 {\displaystyle gN} ({\displaystyle g\in G})들의 집합이다.
{\displaystyle G/N=\{gN|g\in G\}}
이 집합에는 다음과 같은 군 연산을 줄 수 있다.
{\displaystyle (aN)(bN)=(ab)N}
이 연산은 {\displaystyle N}이 정규 부분군일 경우 정의할 수 있고, 이에 따라 몫군 {\displaystyle G/N}이 군을 이루는 것을 보일 수 있다.

### 직접곱
군들의 집합 {\displaystyle \{G_{i}\}_{i\in I}}가 주어졌을 때, 직접곱
{\displaystyle \prod _{i}G_{i}}
는 이들의 곱집합에 군의 구조를 준 것이다. 군의 범주에서의 곱이다.

### 반직접곱
두 군 {\displaystyle H}, {\displaystyle N} 및 작용
{\displaystyle \phi \colon H\to \operatorname {Aut} (N)}
이 주어졌을 때, 반직접곱
{\displaystyle N\rtimes H}
을 정의할 수 있다. 이는 직접곱의 일반화이다.

### 자유곱
군 {\displaystyle G}, {\displaystyle H}가 주어졌을 때, 자유곱 {\displaystyle G*H}은 {\displaystyle G}와 {\displaystyle H}로부터 생성되는 가장 일반적인 군이다. 이는 (두 군 다 자명군이 아니라면) 항상 무한군이며 비아벨 군이다. 자유곱은 군의 범주에서의 쌍대곱이다. 군의 자유곱은 모노이드로서의 자유곱과 일치한다.

### 융합된 자유곱
군 {\displaystyle G}, {\displaystyle (G_{i})_{i\in I}} 및 군 준동형 {\displaystyle (f_{i}\colon G\to G_{i})_{i\in I}}가 주어졌을 때, 융합된 자유곱 {\displaystyle *_{i\in I}^{G}G_{i}}는 {\displaystyle G_{i}}들을 {\displaystyle G}의 상을 따라 "이어 붙여" 만드는 가장 일반적인 군이다. 융합된 자유곱은 군의 범주에서의 밂이다. 군의 융합된 자유곱은 모노이드로서의 융합된 자유곱과 일치한다. {\displaystyle G=1}가 자명군인 경우, 융합된 자유곱은 다름 아닌 자유곱이다. 만약 {\displaystyle f}와 {\displaystyle g}가 단사 함수라면, 융합된 자유곱의 모든 원소를 다음과 같은 꼴의 문자열로 유일하게 나타낼 수 있게 만드는 부분 집합들 {\displaystyle (1_{G_{i}}\in H_{i}\subseteq G_{i})_{i\in I}}이 존재한다.
{\displaystyle gg_{1}\cdots g_{n}\qquad (g\in G,\;n\in \mathbb {N} ,\;g_{j}\in H_{i_{j}}\setminus \{1_{G_{i_{j}}}\},\;i_{j}\in I,\;i_{j}\neq i_{j+1})}
구체적으로, {\displaystyle H_{i}}는 왼쪽 곱셈 작용 {\displaystyle (g,g_{i})\mapsto f_{i}(g)g_{i}}의 궤도들의 대표 원소들의 집합으로 고를 수 있다. 이는 모노이드에서 더 이상 성립하지 않는다.

### 기타 곱
이 밖에도, 화환곱(영어: wreath product) {\displaystyle G\wr _{\Omega }H}이나 차파-세프 곱(영어: Zappa–Szép product) 등이 존재한다.

## 성질

### 기초적 성질
모든 군의 항등원은 유일하다. (이는 모노이드의 항등원이 유일하다는 정리의 특수한 경우이다.) 군 {\displaystyle G}의 원소 {\displaystyle g\in G}가 주어졌을 때, 임의의 원소 {\displaystyle h\in G}에 대하여 다음 세 조건이 서로 동치이다.
- {\displaystyle gh=1}이다.
- {\displaystyle hg=1}이다.
- {\displaystyle h=g^{-1}}이다.

즉, 군에서는 (일반적인 모노이드와 달리) 왼쪽 역원 · 오른쪽 역원이 서로 일치한다.
군 준동형은 항등원을 항등원으로, 역원을 역원으로 대응시킨다. 즉, 군 준동형 {\displaystyle f\colon G\to H}에 대하여, 다음이 성립한다.
- {\displaystyle f(1_{G})=1_{H}}
- 임의의 {\displaystyle g\in G}에 대하여, {\displaystyle f(g^{-1})=f(g)^{-1}}

군에 대한 기초적인 정리로는 다음이 있다.
- 코시 정리
- 쉴로브 정리
- 라그랑주 정리
- 번사이드 정리
- 번사이드 보조정리

### 범주론적 성질
군과 군 준동형의 범주 {\displaystyle \operatorname {Grp} }은 대수 구조 다양체의 범주이므로, 완비 범주이자 쌍대 완비 범주이다. 이 경우, 각종 극한과 쌍대극한은 다음과 같다.
| 범주론의 개념  | 군론의 개념 |
| -------------- | --- |
| 영 대상        | 자명군 {\displaystyle 1} |
| 곱             | 군의 직접곱 {\displaystyle \prod _{i\in I}G_{i}} |
| 쌍대곱         | 군의 자유곱 {\displaystyle G*H} |
| 동등자         | 집합과 함수의 범주에서의 동등자 |
| 쌍대동등자     | {\displaystyle \phi ,\chi \colon G\to H}의 쌍대동등자는 {\displaystyle \{\phi (g)\chi (g)^{-1}\colon g\in G\}}으로부터 생성되는 정규 부분군에 대한 몫군 |
| 단사 사상      | 단사 함수인 군 준동형 |
| 정칙 단사 사상 | 단사 함수인 군 준동형 |
| 유효 단사 사상 | 단사 함수인 군 준동형 |
| 정규 단사 사상 | 정규 부분군의 포함 준동형 |
| 분할 단사 사상 | 직접곱의 한 성분의 포함 준동형 |
| 전사 사상      | 전사 함수인 군 준동형 |
| 정규 전사 사상 | 전사 함수인 군 준동형 |
| 정칙 전사 사상 | 전사 함수인 군 준동형 |
| 유효 전사 사상 | 전사 함수인 군 준동형 |
| 분할 전사 사상 | 반직접곱의 (정규 부분군이 아닌 성분으로의) 몫 준동형 |
| 군 대상        | 아벨 군 |
| 내적 범주      | 교차 가군(영어: crossed module):285–287 |

군의 범주에서 모노이드의 범주로 가는 망각 함자가 존재하며, 이는 충실충만한 함자이다. 즉, 두 군 사이의 모노이드 준동형은 군 준동형과 같다.
{\displaystyle F\colon \operatorname {Grp} \to \operatorname {Mon} }
이 망각 함자는 왼쪽 수반 함자와 오른쪽 수반 함자를 동시에 갖는다.
{\displaystyle G\dashv F\dashv \operatorname {Unit} }
- 망각 함자의 왼쪽 수반 함자 {\displaystyle G\colon \operatorname {Mon} \to \operatorname {Grp} }는 모노이드에 모든 원소의 역원을 추가한다.
- 망각 함자의 오른쪽 수반 함자 {\displaystyle \operatorname {Unit} \colon \operatorname {Mon} \to \operatorname {Grp} }는 모노이드를 그 가역원군에 대응시킨다.

마찬가지로, 군의 범주에서 집합의 범주로 가는 충실충만한 망각 함자가 존재하며, 이 함자의 왼쪽 수반 함자는 집합을 이로부터 생성되는 자유군에 대응시킨다.
군의 범주에서 작은 범주의 범주 {\displaystyle \operatorname {Cat} }로 가는 충실충만한 포함 함자
{\displaystyle \operatorname {Grp} \to \operatorname {Cat} }
가 존재한다. 이는 군 {\displaystyle G}를, 하나의 대상을 가지고 모든 자기 사상이 가역 사상인 작은 범주에 대응시킨다.
환의 범주에서 군의 범주로 가는 함자
{\displaystyle \operatorname {Unit} \colon \operatorname {Ring} \to \operatorname {Grp} }
가 존재하며, 이는 환을 그 가역원군에 대응시킨다. 이 함자는 왼쪽 수반 함자
{\displaystyle \mathbb {Z} [-]\colon \operatorname {Grp} \to \operatorname {Ring} }
를 갖는데, 이는 군 {\displaystyle G}를 정수 계수의 군환 {\displaystyle \mathbb {Z} [G]}에 대응시킨다.

### 모형 이론적 성질
군들의 모임은 대수 구조 다양체를 이루며, 이 경우
- 하나의 이항 연산 {\displaystyle \cdot } (군 연산)
- 하나의 1항 연산 {\displaystyle ^{-1}} (역원)
- 하나의 0항 연산 {\displaystyle 1} (항등원)

을 갖는다. 이 경우, 군의 연산들이 만족시키는 항등식은 다음 다섯 개이다.
{\displaystyle (xy)z=x(yz)}
{\displaystyle 1x=x}
{\displaystyle x1=x}
{\displaystyle xx^{-1}=1}
{\displaystyle x^{-1}x=1}
군의 대수 구조 다양체에서, 부분 대수는 부분군, 준동형은 군 준동형이며, 합동 관계는 정규 부분군과 일대일 대응한다. 군의 대수 구조 다양체에서, 보편 대수학적 중심은 군의 중심과 같다.
군의 대수 구조 다양체의 부분 다양체들의 예로는 다음이 있다.
- 자명군의 다양체 {\displaystyle x=y}
- 아벨 군의 다양체 {\displaystyle xy=yx}
- 모든 원소의 차수가 {\displaystyle n}의 약수인 군의 다양체 {\displaystyle x^{n}=1}
- 유도 길이가 {\displaystyle k} 이하인 가해군의 다양체. 예를 들어, {\displaystyle k=1}인 경우는 아벨 군이며, {\displaystyle k=2}인 경우를 정의하는 항등식은 {\displaystyle 1=xyx^{-1}y^{-1}zwz^{-1}w^{-1}yxy^{-1}x^{-1}wzw^{-1}z^{-1}}이다.
- 중심 길이가 {\displaystyle k} 이하인 멱영군의 다양체 {\displaystyle \overbrace {[\cdots [G,G],G],G],\cdots ]} ^{k}=1}.

군의 대수 구조 다양체의 부분 다양체들의 집합은 완비 모듈러 격자의 구조를 갖는다. 구체적으로, 군의 다양체들의 집합 {\displaystyle \{{\mathcal {V}}_{i}\}_{i\in I}}의 만남과 이음은 다음과 같다.
{\displaystyle \bigwedge _{i}{\mathcal {V}}_{i}=\bigcap _{i}{\mathcal {V}}_{i}}
{\displaystyle \bigvee _{i}{\mathcal {V}}_{i}=\bigcap \left\{{\mathcal {V}}\subseteq \operatorname {Grp} \colon {\mathcal {V}}\supseteq \bigcup _{i}{\mathcal {V}}_{i}\right\}}
또한, 군의 대수 구조 다양체들의 부분 다양체들의 집합은 모노이드의 구조를 갖는다. 두 다양체 {\displaystyle {\mathcal {U}}}, {\displaystyle {\mathcal {V}}}의 곱은 다음과 같다.
{\displaystyle {\mathcal {U}}{\mathcal {V}}=\{G\in \operatorname {Grp} \colon \exists N\in {\mathcal {U}}\colon G/N\in {\mathcal {V}}\}}
즉, {\displaystyle {\mathcal {U}}}와 {\displaystyle {\mathcal {V}}}의 곱은 {\displaystyle {\mathcal {U}}}의 원소의 {\displaystyle {\mathcal {V}}}에 대한 군의 확대들의 모임이다. 두 다양체의 곱은 항상 다양체를 이루며, 이 곱에 대한 항등원은 자명군의 다양체 {\displaystyle \operatorname {TrivGrp} =\{1\}}이며, 또한 모든 군의 다양체 {\displaystyle \operatorname {Grp} }는 다음과 같이 곱에 대하여 0을 이룬다.
{\displaystyle \operatorname {TrivGrp} {\mathcal {V}}={\mathcal {V}}\operatorname {TrivGrp} ={\mathcal {V}}}
{\displaystyle \operatorname {Grp} {\mathcal {V}}={\mathcal {V}}\operatorname {Grp} =\operatorname {Grp} }
군의 대수 구조 다양체의 부분 다양체들의 모노이드는 이 두 관계를 제외하고는 자유 모노이드를 이룬다. 즉, {\displaystyle 0x=x0=0}을 갖는 모노이드들의 대수 구조 다양체에서의 자유 원소이다.
군의 대수 구조 다양체의 부분 다양체들의 수는 {\displaystyle \aleph _{0}}에서 {\displaystyle 2^{\aleph _{0}}} 사이이다.

### 격자 이론적 성질
군 {\displaystyle G}의 부분군들의 포함 관계에 대한 부분 순서 집합 {\displaystyle \operatorname {Sub} (G)}은 완비 격자이며 대수적 격자이다. 군 {\displaystyle G}에 대하여, 다음 두 조건이 서로 동치이다.
- 유한군이다.
- 부분군 격자가 유한 격자이다.

군 {\displaystyle G}에 대하여, 다음 세 조건이 서로 동치이다.
- 부분군 격자가 분배 격자이다.
- {\displaystyle G}의 모든 유한 생성 부분군이 순환군이다.
- {\displaystyle G}는 유리수체의 덧셈군 {\displaystyle \mathbb {Q} }의 부분군과 동형이거나, 몫군 {\displaystyle \mathbb {Q} /\mathbb {Z} }의 부분군과 동형이다.

모든 격자는 어떤 군의 부분군 격자로 나타낼 수 있다.:Theorem 2.1 즉, 임의의 격자 {\displaystyle L}에 대하여, {\displaystyle L}과 동형인 부분 격자를 그 부분군 격자에 갖는 군 {\displaystyle G}가 존재한다. 또한, 모든 유한 격자는 어떤 유한군의 부분군 격자로 나타낼 수 있다.:Theorem 2.2

## 종류
대표적인 군의 종류로는 다음이 있으며, 이것들 가운데 다음과 같은 포함 관계가 성립한다.
순환군 ⊊ 아벨 유한군 ⊊ 유한 생성 아벨 군  ⊊ 아벨 군  ⊊ 데데킨트 군  ⊊ 멱영군 ⊊ 가해군 ⊊ 군
이것들 말고도, 다음과 같은 특별한 종류의 군들이 있다.
- p-군
- 단순군
- 유한군
- 완전군

추가 구조를 가지는 군은 다음이 있다.
- 군에 위상 공간의 구조를 부여하면, 위상군을 얻는다.
- 군에 매끄러운 다양체의 구조를 부여하면, 리 군을 얻는다.
- 아벨 군에 분배 법칙을 만족시키는 곱셈 연산을 부여하면, 환 또는 유사환을 얻는다.

## 예
아주 많은 예가 있다.
- 유한군의 예로는 다음이 있다.
  - 자명군 {\displaystyle \{1\}}은 한원소 집합 위에 존재하는 유일한 군 구조이다.
  - 순환군 {\displaystyle \operatorname {Cyc} (n)}은 합동 산술에서 합동류들의 덧셈을 나타내는 아벨 군이다.
  - 대칭군 {\displaystyle \operatorname {Sym} (n)}은 집합 위의 순열들로 구성된 군이며, 교대군 {\displaystyle \operatorname {Alt} (n)\subseteq \operatorname {Sym} (n)}은 그 부분군이다.
  - 정이면체군 {\displaystyle \operatorname {Dih} (n)}은 순환군의 2겹 확대이며, 정다각형의 대칭군이다.
- 무한군의 예로는 다음이 있다.
  - 자유군은 임의의 기호들 및 역원 기호 {\displaystyle ^{-1}}로 생성되는 기호열들의 동치류로 구성된 군이며, 일반적으로 비가환군이다.
  - 무한 순환군 {\displaystyle \operatorname {Cyc} (\infty )}은 정수의 덧셈군이다.
  - 모듈러 군은 복소수 타원 곡선 위에 작용하는 군이다.
- 리 군은 매끄러운 다양체를 이루는 군이며, 예로는 다음이 있다.
  - 로런츠 군과 푸앵카레 군은 물리학에서 민코프스키 공간의 대칭군으로 쓰인다.
  - 특수선형군과 일반선형군은 가역 선형 변환들의 군이다.
  - 직교군 · 특수직교군 · 유니터리 군 · 특수 유니터리 군 등은 일반선형군의 다양한 부분군이다. 스핀 군은 직교군의 덮개군이다.
- 모든 환은 곱셈을 무시하면 아벨 군을 이룬다.
- 모든 체 {\displaystyle K}는 곱셈을 무시하면 아벨 군을 이루며, 0이 아닌 원소들의 부분 집합 {\displaystyle K\setminus \{0\}} 역시 아벨 군을 이룬다. 예를 들어, 모든 실수의 집합은 덧셈에 대하여 아벨 군을 이루며, 0이 아닌 실수의 집합은 곱셈에 대하여 아벨 군을 이룬다. 추가로, 모든 양의 실수의 집합 역시 곱셈에 대하여 아벨 군을 이룬다.

흔히 볼 수 있는 예로, 지수 함수
{\displaystyle \exp \colon \mathbb {R} \to \mathbb {R} \setminus \{0\}}
는 두 아벨 군 사이의 군 준동형이다. 여기서 {\displaystyle \mathbb {R} }는 덧셈군이며, {\displaystyle \mathbb {R} \setminus \{0\}}은 곱셈군으로 간주한다. 마찬가지로, 복소수체에 대한 지수 함수
{\displaystyle \exp \colon \mathbb {C} \to \mathbb {C} \setminus \{0\}}
역시 군 준동형이다.

## 역사
역사적으로, 군론은 19세기에 방정식 이론 · 수론 · 기하학의 세 갈래로부터 비롯되었다.

### 방정식 이론
방정식 이론의 주요 목표는 고차 방정식을 거듭제곱근만으로 푸는 것이었다. 4차 이하의 방정식은 이러한 대수적인 해가 존재하지만, 5차 이상의 경우 일반적으로 그렇지 않다. 조제프루이 라그랑주와 파올로 루피니, 닐스 헨리크 아벨 등은 고차 방정식의 해를 이해하기 위하여 자연스럽게 순열들의 군에 대한 각종 정리들을 발견하였고, 루피니와 아벨은 결국 5차 이상의 방정식의 대수적 일반해의 부재를 증명하였다.
에바리스트 갈루아는 아벨의 이론을 추가로 발전시켜, "군"(프랑스어: groupe 그루프[*])이라는 용어를 정의하였고, 또 군론을 체론과 연관시킨 갈루아 이론을 제창하였다. 또한, 갈루아는 정규 부분군과 가해군의 개념을 도입하였다.
갈루아의 이론은 갈루아 생전에는 주목받지 못했으나, 갈루아의 사후 카미유 조르당의 《치환과 대수 방정식에 대하여》(프랑스어: Traité des substitutions et des équations algébriques, 1870년)나 오이겐 네토(독일어: Eugen Netto)의 《치환 이론과 그 대수학적 응용》(독일어: Substitutionentheorie und ihre Anwendung auf die Algebra, 1882년) 등이 갈루아의 이론을 널리 전파하였다.

### 에를랑겐 프로그램과 리 군의 발견
기하학에서, 사영기하학과 비유클리드 기하학의 발견으로, 이러한 기하학들의 구조를 이해하는 체계가 필요하게 되었다. 1872년에 펠릭스 클라인은 이러한 기하들을 그 대칭군을 통해 일관적으로 이해하고자 하였고, 이를 에를랑겐 프로그램이라고 한다. 1884년에 소푸스 리는 오늘날 리 군이라고 불리는 군들을 도입하였고 체계적으로 연구하였다. 이후 빌헬름 킬링과 이사이 슈어 등이 리 군의 연구를 계속하였다.

### 수론에서의 군
레온하르트 오일러와 카를 프리드리히 가우스는 합동 산술 및 이차 수체의 덧셈 및 곱셈의 구조를 연구하면서, 다양한 군들의 예를 발견하였다. 이후 레오폴트 크로네커와 에른스트 쿠머는 가우스의 이론을 발전시켰다. 쿠머는 데데킨트 군에서 유일 인수 분해가 실패하는 정도를 측정하는 군인 아이디얼 유군을 도입하였다.

### 군론의 독립
19세기 말에 군론은 수학의 독립적인 분야로 발전하게 되었다. 아서 케일리, 막스 덴, 페테르 루드비 메이델 쉴로브 등은 군론의 기초를 체계적으로 다졌다. 특히 쉴로브는 1872년에 쉴로브 정리를 증명하였다.

### 20세기 초반
20세기 초에는 대수적 위상수학의 발달로, 기본군의 개념이 발견되면서 이산 무한군의 중요성이 대두되었다. 또한, 임의의 체에 대한 대수군의 이론이 리 군 이론을 바탕으로 하여 발달하였다. 엘리 카르탕은 반단순 리 대수를 완전히 분류하였다.
페르디난트 게오르크 프로베니우스와 이사이 슈어 등은 유한군의 지표론 및 군 표현론을 개발하였고, 슈어 직교 관계, 슈어 보조정리 등을 발견하였다.

### 20세기 후반 ~ 21세기
1972년에 대니얼 고런스틴은  유한 단순군의 분류를 제창하였다. 이후 이 프로그램은 존 그리그스 톰프슨 · 베른트 피셔(독일어: Bernd Fischer) · 즈보니미르 얀코 · 엔리코 봄비에리 · 자크 티츠 · 마이클 애시배커(영어: Michael Aschbacker) · 로버트 그리스(영어: Robert Griess) 등에 의하여 진행되었고, 1983년에 완결되었다. 이 과정에서 괴물군을 비롯한 수많은 산재군들이 발견되었다.
존 그리그스 톰프슨과 자크 티츠는 2008년에 군론에 대한 업적으로 아벨 상을 수상하였다.

## 응용
군론은 수학의 여러 분야의 기초가 되었으며, 양자역학 등의 물리학 분야에 많이 응용된다.
군이 추상화할 수 있는 대상은 다양하다. 정수나 실수 내에서의 덧셈 연산은 군의 정의를 만족하며, 어떤 도형을 회전하거나 대칭시키는 등의 동작 또한 군이 된다.

## 같이 보기
- 군의 작용
- 군의 표시
- 군의 표현
- 아벨 군
- 순환군
- 유클리드 군
- 가해군
- 멱영군
- 자유군
- 기본군
- 그로텐디크 군
- 군환
- 군 대상

## 참고 문헌
- 박원선 (1997). 《군론》. 전남대학교 출판부.
- 박승안 (2004). 《有限群의 表現論》. 경문사. ISBN 9788972827054.
- 계승혁 (1998). 《군과 조화해석》. 민음사. ISBN 9788937436208.
- Dummit, David S.; Richard M. Foote (2004). 《Abstract algebra》 (영어) 3판. Wiley. ISBN 978-0-471-43334-7. MR 2286236. OCLC 248917264. Zbl 1037.00003. [깨진 링크(과거 내용 찾기)]
- Lang, Serge (2002). 《Algebra》. Graduate Texts in Mathematics (영어) 211 3판. Springer. doi:10.1007/978-1-4613-0041-0. ISBN 978-1-4612-6551-1. ISSN 0072-5285. MR 1878556. Zbl 0984.00001.
- Rotman, Joseph (1994). 《An introduction to the theory of groups》. Graduate Texts in Mathematics (영어) 148 4판. Springer. doi:10.1007/978-1-4612-4176-8. ISBN 978-1-4612-8686-8. ISSN 0072-5285. Zbl 0810.20001.
- Roman, Steven (2012). 《Fundamentals of group theory. An advanced approach》 (영어). Birkhäuser. doi:10.1007/978-0-8176-8301-6. ISBN 978-0-8176-8300-9. Zbl 1244.20001.
- Armstrong, Mark A. (1988). 《Groups and symmetry》. Undergraduate Texts in Mathematics (영어). Springer. doi:10.1007/978-1-4757-4034-9. ISBN 978-0-387-96675-5. ISSN 0172-6056.
- Carter, Nathan (2009). 《Visual group theory》. Classroom Resource Materials (영어). Mathematical Association of America. ISBN 978-0-88385-757-1. 2021년 12월 19일에 원본 문서에서 보존된 문서. 2015년 4월 23일에 확인함.
- Humphreys, John F. (1996년 7월 11일). 《A course in group theory》 (영어). Oxford University Press. ISBN 978-019853459-4.
- Smith, Geoff; Olga Tabachnikova (2000). 《Topics in group theory》. Springer Undergraduate Mathematics Series (영어). Springer. doi:10.1007/978-1-4471-0461-2. ISBN 978-1-85233-235-8. ISSN 1615-2085.
- Geoghegan, Ross (2008). 《Topological Methods in Group Theory》. Graduate Texts in Mathematics (영어) 243. Springer. doi:10.1007/978-0-387-74614-2. ISBN 978-0-387-74611-1. ISSN 0072-5285.
- Kurzweil, Hans; Bernd Stellmacher (2004). 《The Theory of Finite Groups. An Introduction》. Universitext (영어). Springer. doi:10.1007/b97433. ISBN 978-0-387-40510-0. ISSN 0172-5939.
- Neumann, Hanna (1967). 《Varieties of groups》 (영어). Springer.
- Kleiner, Israel (1986). “The evolution of group theory: a brief survey” (PDF). 《Mathematics Magazine》 (영어) 59 (4): 195–215. doi:10.2307/2690312. ISSN 0025-570X. JSTOR 2690312. MR 863090.
- Wussing, Hans (1984). 《The genesis of the abstract group concept: a contribution to the history of the origin of abstract group theory》 (영어). Abe Shenitzer 역. MIT Press.